# حديقة جاموس الغابات الوطنية
حديقة جاموس الغابات الوطنيَّة هيَ حديقة وطنية كنديَّة تقع في شمال شرق ولاية ألبرتا وجنوب الإقليم الشمالي الغربي، وهي أكبر حدائق كندا الوطنيَّة بمساحتها البالغة 44,807 كيلومترات مربَّعة. تأسست الحديقة في عام 1922 لحماية أكبر قطيع متبقٍ في العالم وحر التجوال لبيسون الغابات، والذي تقدر أعداده حالياً بأكثر من 5,000 رأس، كما أنها تأوي موقع التعشيش الوَحيد المعروف للكركيّ الناعق.
يَتراوح ارتفاع منطقة حديقة جاموس الغابات الوطنية عن مستوى البحر من 183 متراً عند «نهر الجاموس الصَّغير» إلى 945 متراً عندَ قمم «جبال كاريبو». وهيَ تحوي واحدة من أكبر دلتات الماء العذب في العالم، والتي تسمَّى «دلتا بيس-أتاباسكا»، وقد كوَّنتها أنهار بيس وأتاباسكا وبيرتش. وتشتهر الحديقة أيضاً بثقوب الكارست الأرضيَّة فيها الوَاقعة بالجزء الشماليِّ الشرقي منها. ويَقع مركز الحديقة الرئيسيِّ في فورت سميث، بالإضافة إلى مكتب تابع صغير في فورت تشابيويان.
صنفت حديقة جاموس الغابات الوطنية كموقع تراث عالمي في عام 1983، وذلك بسبب التنوع الأحيائيّ الكبير في «دلتا بيس-أتاباسكا»، بالإضافة إلى قطعان بيسون الغابات البريَّة فيها.

## الحياة البريَّة
تؤوي حديقة جاموس الغابات الوطنية تشكيلة متنوَّعة من الحيوانات البريَّة، التي تتضمَّن بيسون الغابات والموظ والذئب والوشق والدب الأسود الأمريكي والدب البني والقندس وقواع حذاء الثلج وكركي الرمال والطيهوج المطوَّق، بالإضافة إلى أنها تمثل الحدود الشماليَّة لمنطقة انتشار أفعى الرباط الشائعة الجغرافية، التي تمتلك أوكاراً ذائعة الصيت في الحديقة.
من جهة أخرى تحوي حديقة جاموس الغابات الوطنية موقع التعشيش الوَحيد المعروف للكركريِّ الناعق المهدد بشدة. ونظراً إلى أنها تعرف بمنطقة انتشار الكركي الناعق الصيفية، فهيَ تصنف كـ«موقع رامستار»، ومعترف بها من طرف «البرنامج الأحيائيِّ الدولي». تتكون بيئة الحديقة من مجموعة من المسطحات المائيَّة المختلفة المُتجاورة، التي تتألف بشكل رئيسيٍّ من بحيرات وأراضٍ رطبة عديدة، تتضمن سبخات وأغياض، لكنها أيضاً تتضمَّن نهيرات وبركاً مائيَّة.
اكتشف في عام 2007 أكبر سد قندس معروف في العالم بعرض يبلغ حوالي 850 متراً، وذلك باستخدام صور الأقمار الصناعية.

## صور

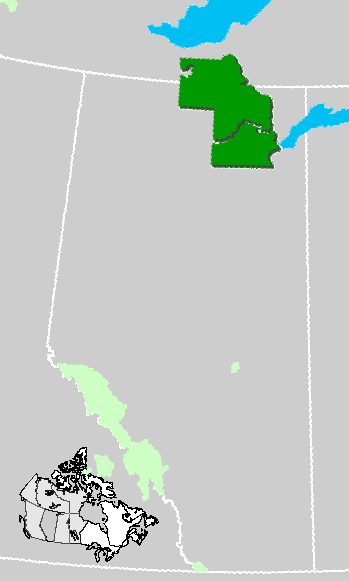
الموقع والمساحة
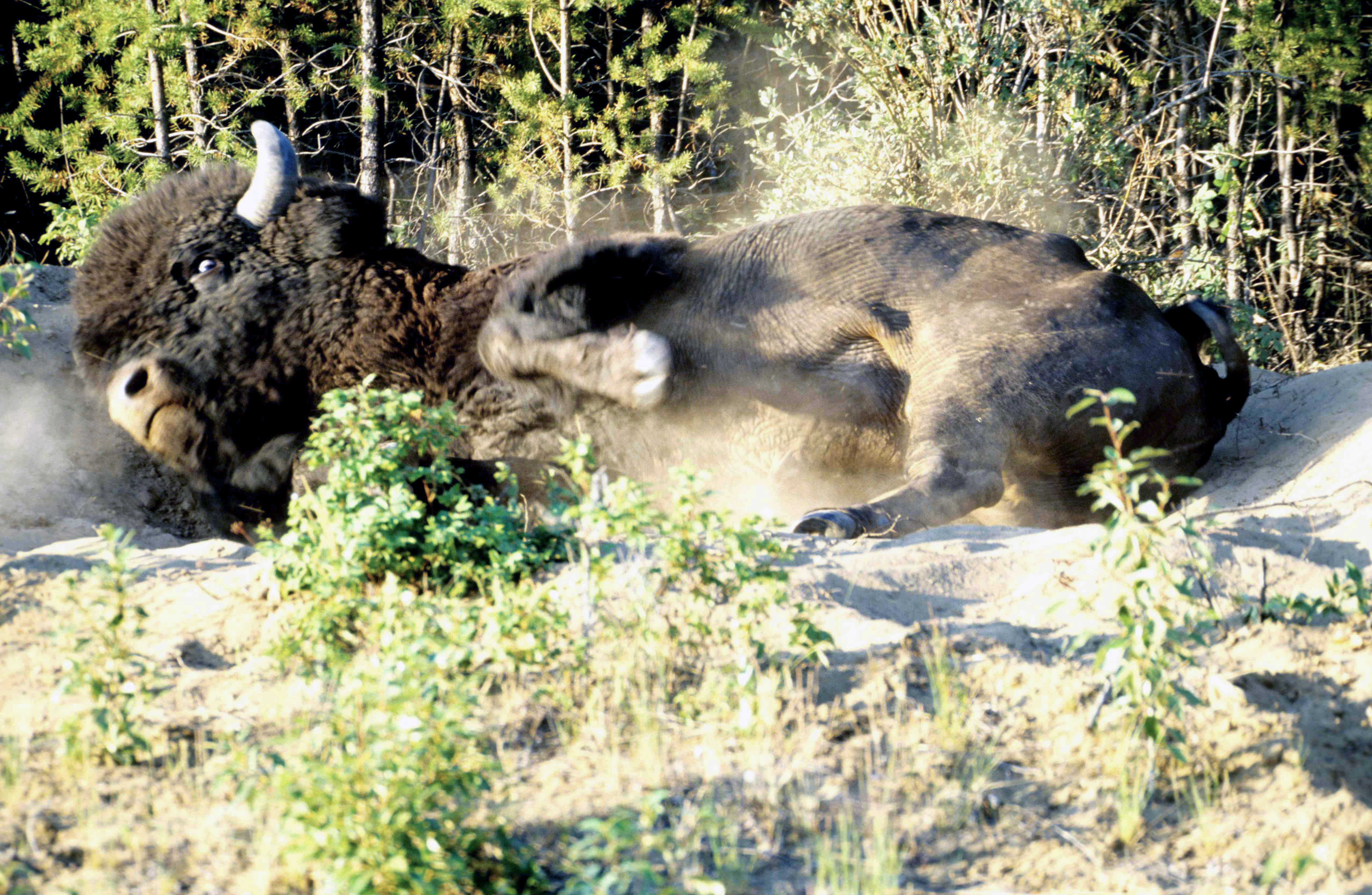
بيسون الغابات
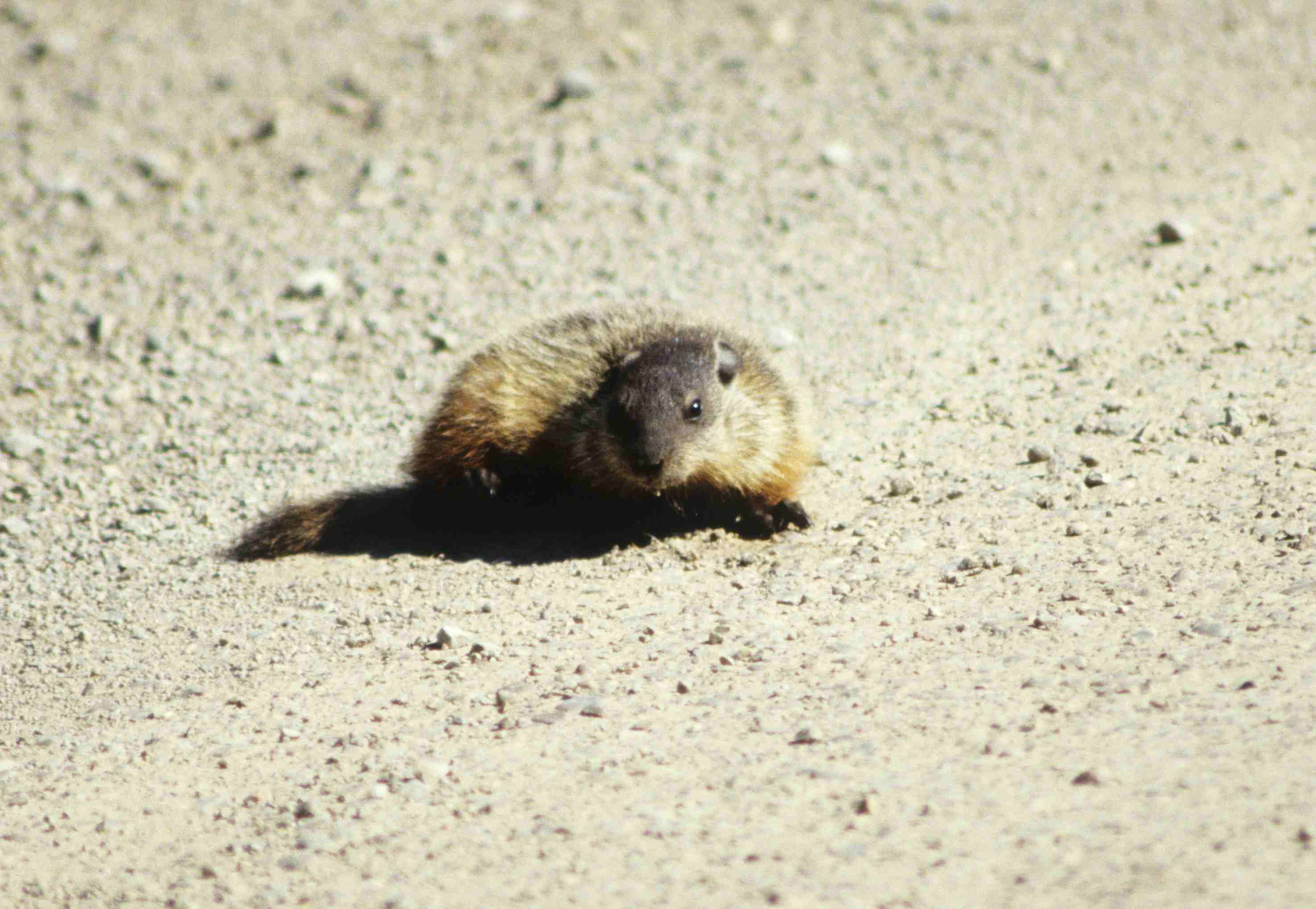
المرموط
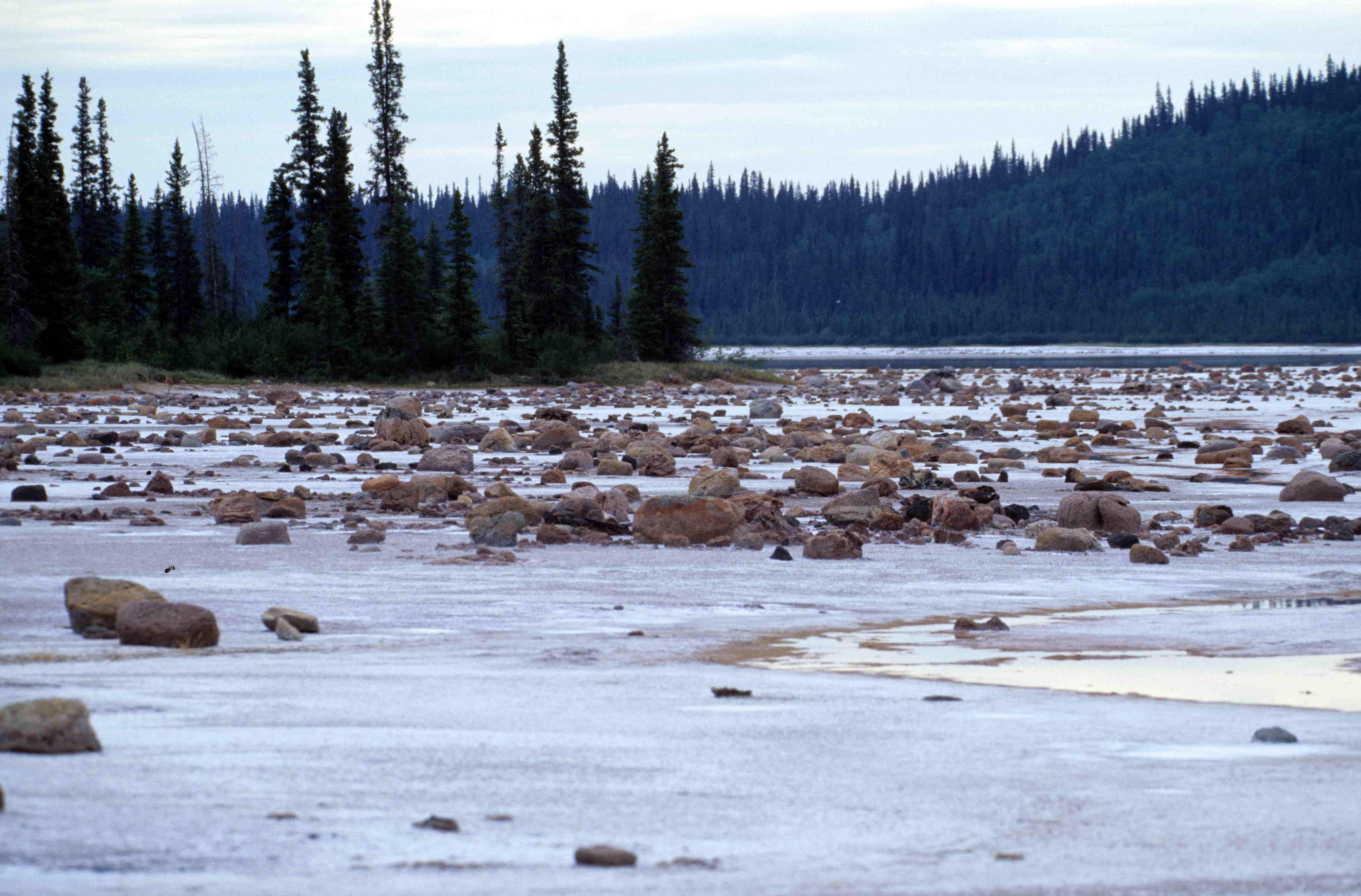
بحيرة غروسبيك
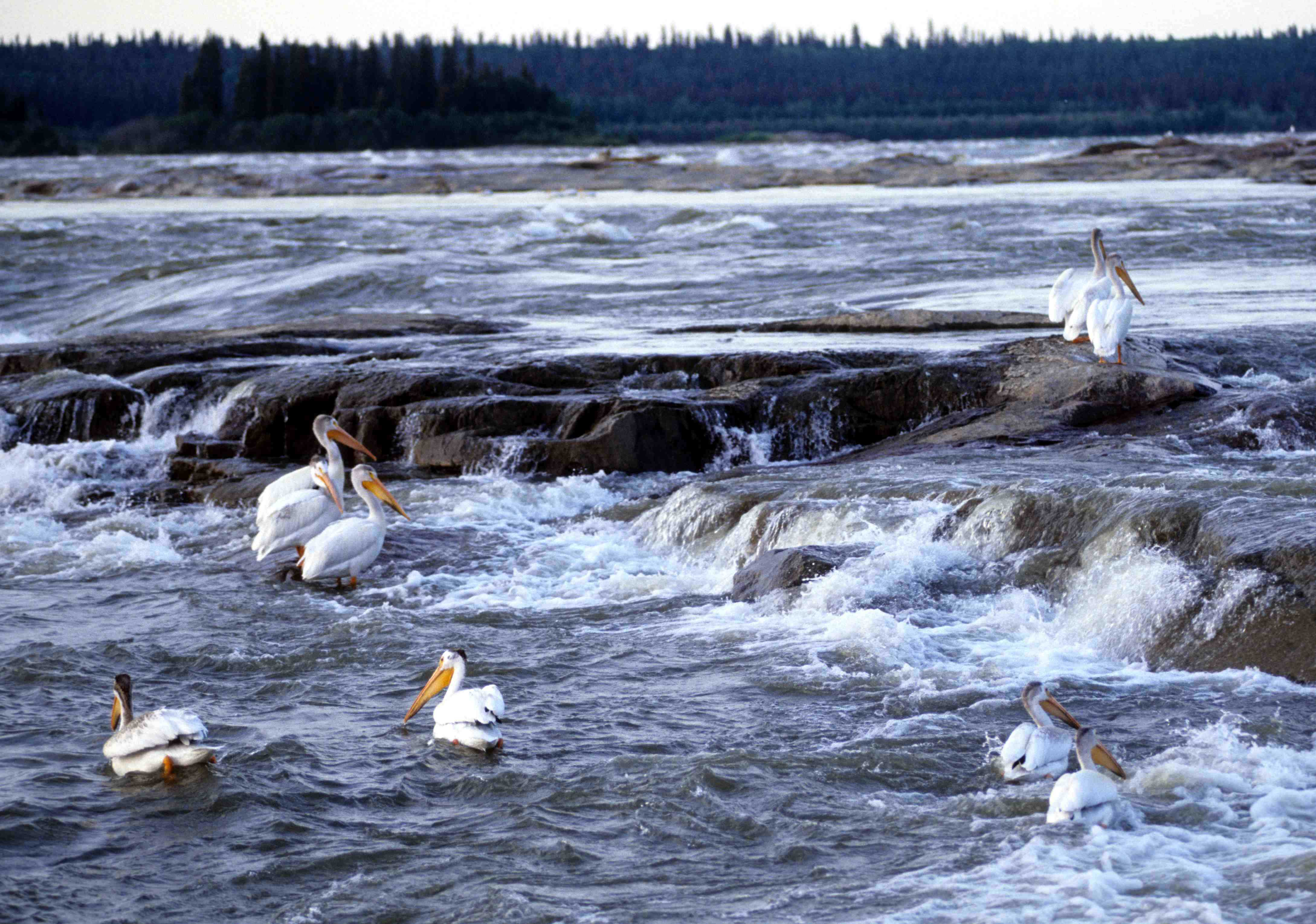
البجع الأمريكيُّ الأبيض في "نهر سليف"
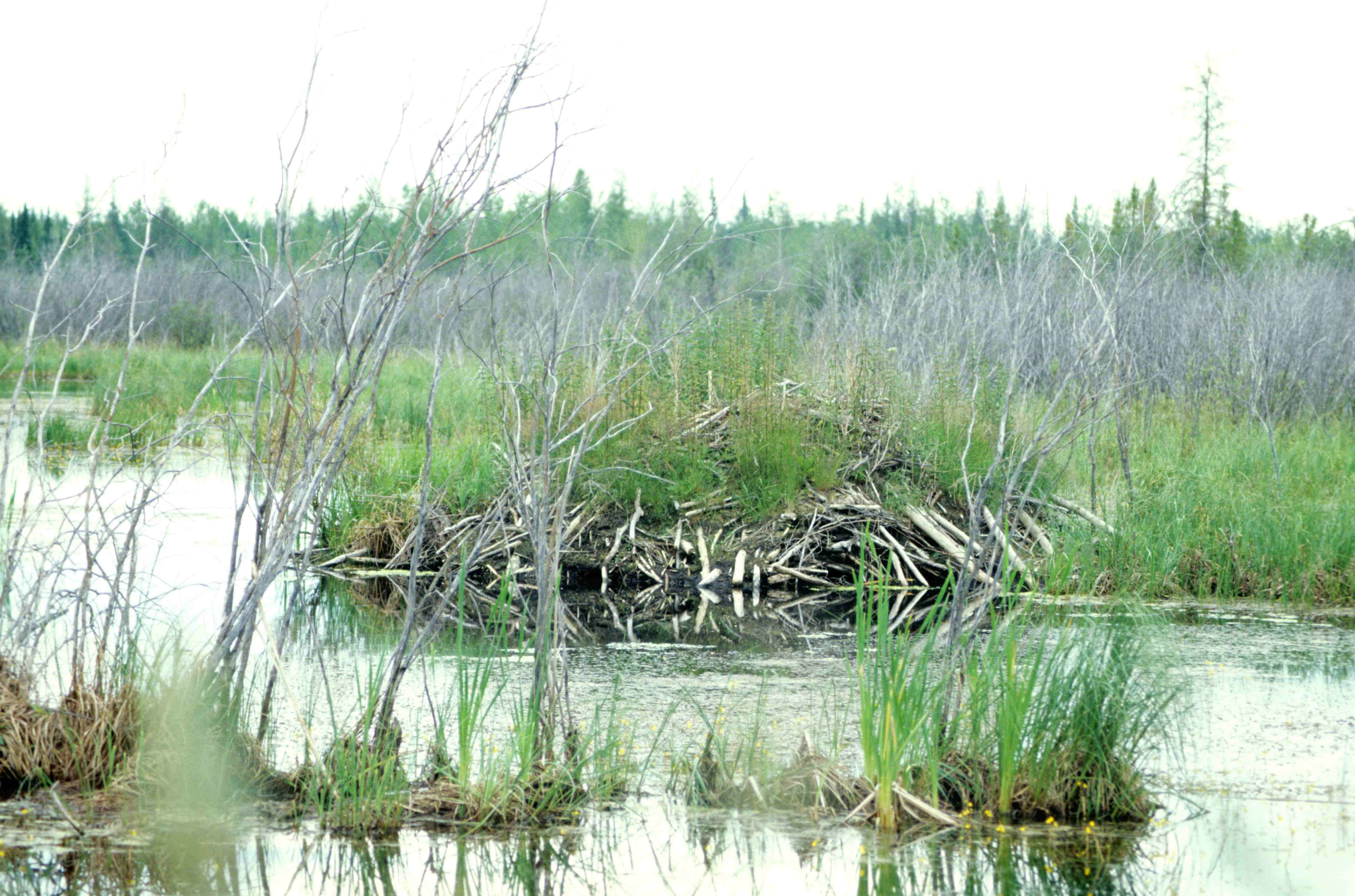
مأوى قنادس
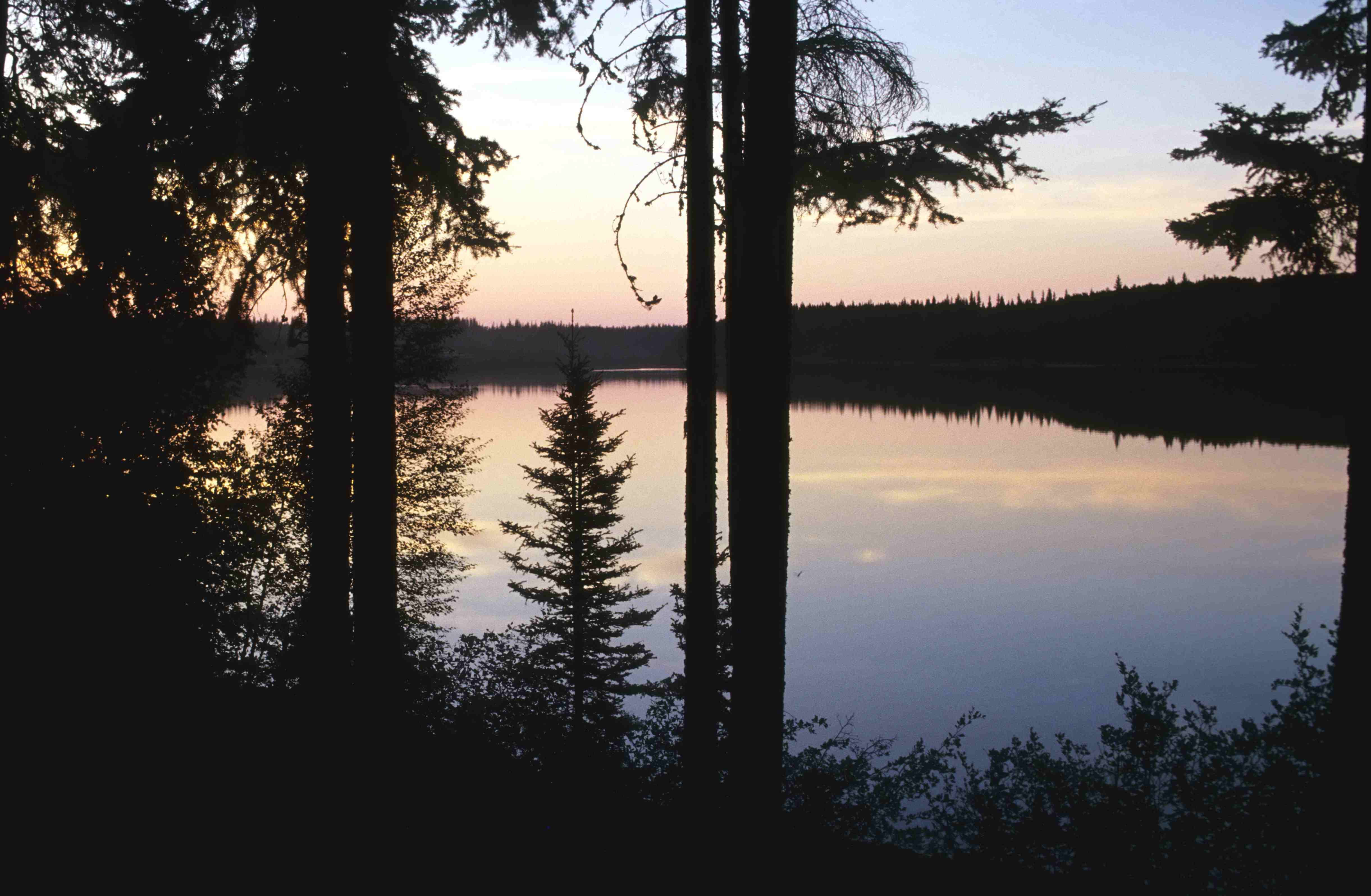
بحيرة باين